# 宇和島朝日インターチェンジ

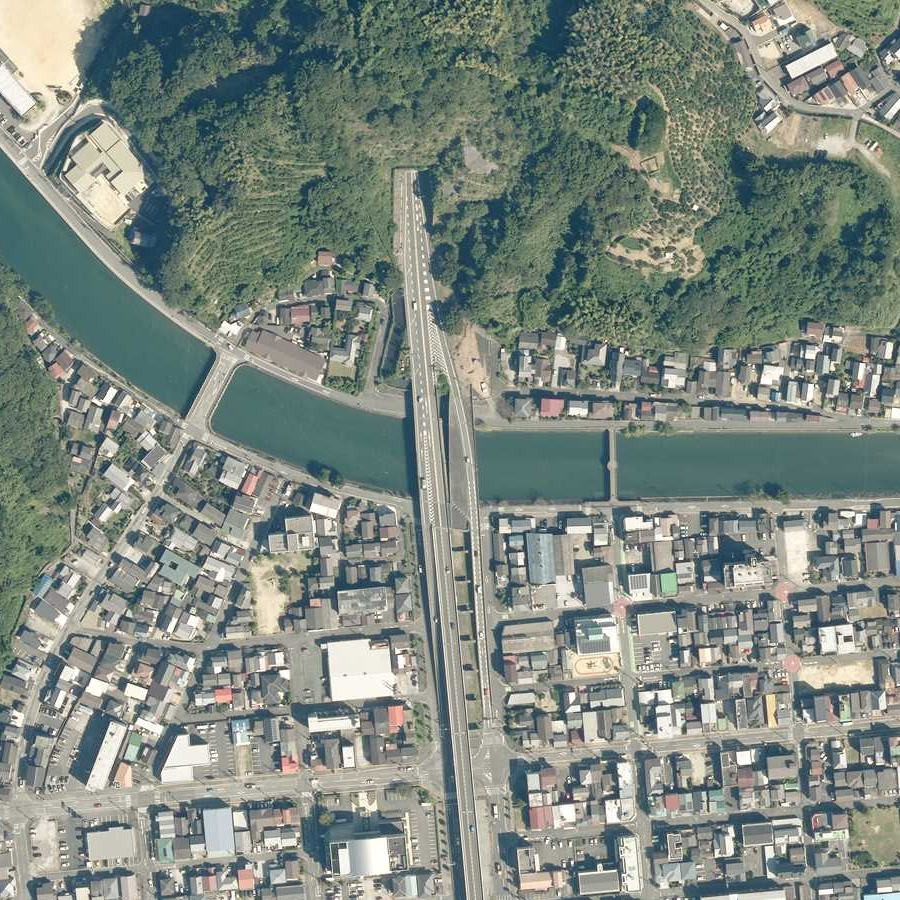

宇和島朝日インターチェンジ（うわじまあさひインターチェンジ）は、愛媛県宇和島市住吉町1丁目と同市朝日町4丁目にある、松山自動車道（宇和島道路）のインターチェンジである。

## 概要
当ICは、宇和島北IC方面出入口のみのハーフインターチェンジであり、同方面から宇和島市街地への最寄りインターチェンジとなっている。
宇和島北IC - 津島岩松IC間は、高速自動車国道に並行する一般国道自動車専用道路であり、通行料金は無料となっている。

## 歴史
- 1984年（昭和59年）
  - 1984年度（昭和59年度） : 宇和島南IC - 宇和島北IC間が事業化[1]。
  - 4月 : 宇和島南IC - 宇和島北IC間の都市計画決定[1]。
- 1985年度（昭和60年度） : 宇和島南IC - 宇和島北IC間の用地買収に着手[1]。
- 1987年度（昭和62年度） : 宇和島南IC - 宇和島北IC間が着工[1]。
- 1993年（平成5年）3月26日 : 宇和島朝日IC - 宇和島北IC間の開通に伴い供用開始[2]。
- 2005年（平成17年）7月9日 : 宇和島坂下津IC - 宇和島朝日IC間が開通[3]。

## 周辺
- 宇和島朝日町郵便局
- みゆき保育園
- 宇和島市立歴史資料館
- 宇和島市立住吉小学校
- 宇和島徳洲会病院
- 宇和島市役所
- 宇和島港湾合同庁舎
- 宇和島市総合体育館
- 道の駅 みなとオアシスうわじま きさいや広場
- 和霊公園
- 宇和島新内港駅
- 宇和島市立城北中学校
- JR予讃線・JR予土線 宇和島駅
- 高野長英居住地跡
- 宇和島消防署
- 城山郷土館
- 済美保育園
- 龍光院（四国八十八箇所霊場 第40番札所奥の院、四国別格二十霊場 第6番札所、南予七福神霊場 第2番札所）
- 南予地方局
- 中平常太郎翁顕彰碑
- 環太平洋大学短期大学部 さくらキャンパス
- 丸穂保育園
- 宇和島市立天神小学校

## 接続する道路
- 愛媛県道274号吉田宇和島線

## 隣
E56 松山自動車道（宇和島道路）
（24）宇和島北IC - （25）宇和島朝日IC - （26）宇和島坂下津IC